# Marios Yeoryíu
Marios Yeoryíu (también escrito como Marios Georgiou, en griego: Μάριος Γεωργίου; Limasol, 10 de noviembre de 1997) es un deportista chipriota que compite en gimnasia artística.
Ganó seis medallas en el Campeonato Europeo de Gimnasia Artística, entre los años 2019 y 2024. En los Juegos Europeos de Minsk 2019 obtuvo una medalla de plata en las barras paralelas.

## Palmarés internacional
| Juegos Europeos    | Juegos Europeos     | Juegos Europeos   | Juegos Europeos     |
| Año                | Lugar               | Medalla           | Prueba              |
| ------------------ | ------------------- | ----------------- | ------------------- |
| 2019               | Minsk (Bielorrusia) | Medalla de plata  | Paralelas           |
| Campeonato Europeo |                     |                   |                     |
| Año                | Lugar               | Medalla           | Prueba              |
| 2019               | Szczecin (Polonia)  | Medalla de bronce | Concurso individual |
| 2022               | Múnich (Alemania)   | Medalla de oro    | Barra fija          |
| 2024               | Rímini (Italia)     | Medalla de oro    | Concurso individual |
| 2024               | Rímini (Italia)     | Medalla de plata  | Paralelas           |
| 2024               | Rímini (Italia)     | Medalla de bronce | Caballo con arcos   |
| 2024               | Rímini (Italia)     | Medalla de bronce | Barra fija          |